# Яловенси
Яловенси (пол. Jałowęsy) — село в Польщі, у гміні Опатув Опатовського повіту Свентокшиського воєводства.
Населення — 413 осіб (2011).
У 1975-1998 роках село належало до Тарнобжезького воєводства.

## Демографія
Демографічна структура на день 31 березня 2011 року:
|          | Загалом | Допрацездатний вік | Працездатний вік | Постпрацездатний вік |
| -------- | ------- | ------------------ | ---------------- | -------------------- |
| Чоловіки | 196     | 47                 | 137              | 12                   |
| Жінки    | 217     | 49                 | 119              | 49                   |
| Разом    | 413     | 96                 | 256              | 61                   |